# Revolta dos Colonos
A Revolta dos Colonos ou Revolta dos Posseiros foi um levante realizado por colonos e posseiros armados iniciado em 10 de outubro de 1957 como forma de repúdio aos sérios problemas de colonização da região que se estabeleceu entre posseiros, colonos, companhias de terras grileiras, e os governos federal e estadual.
Os problemas surgiram nas glebas Missões e Chopim, situadas no sudoeste do Paraná, na fronteira com a Argentina e sua origens mais distantes remontam à Guerra do Contestado. Desde dezembro de 1950, quando a companhia de colonização Clevelândia Industrial e Territorial Ltda - CITLA obteve, ilegalmente, um título de domínio de terras que já eram ocupadas por colonos, até a revolta de 1957 a região foi palco atos de violência repugnante: "As ações dos jagunços eram violentas e resultavam em estupros, espancamentos, incêndios, depredações e até mesmo mortes". Em outubro de 1957, colonos e posseiros tomaram suas cidades e expulsaram as companhias grileiras e os jagunços por estas contratados em outros estados, exigindo que novas autoridades assumissem. A literatura sobe o tema é controvertida. Em 2009 foi feito um documentário chamado A Revolta, com dezenas de depoimentos pessoais dos que viveram pessoalmente essa tragédia.
Várias cidades do sudoeste paranaense foram tomadas, culminando com a tomada da cidade de Francisco Beltrão por cerca de 6 mil posseiros. As emissoras de rádio Colméia de Pato Branco e Francisco Beltrão tiveram grande importância  durante o conflito.
Entre os municípios tomados pelos posseiros pode-se citar Francisco Beltrão, Capanema, Planalto, Realeza, Pranchita, Renascença, Marmeleiro, Pato Branco, Santo Antônio do Sudoeste, Verê e Dois Vizinhos.

## História
No dia 10 de outubro de 1957, cerca de 6.000 colonos tomaram a sede do município de Francisco Beltrão, no sudoeste do Paraná. Vinham em caminhões, carroças, a cavalo ou a pé. Normalmente trabalhadores pacíficios, revoltados com a sua situação, foram à luta, todos armados com foices, velhos revólveres, espingardas de caça, enxadas e pedaços de pau. Concentraram-se na Praça da Matriz, onde numa casa de esquina ficava a estação de rádio local, transformada em centro de operações. A delegacia e a prefeitura foram tomadas, o prefeito e o delegado fugiram.
O Juiz de Direito foi colocado em prisão domiciliar e o Promotor Público ficou sob a custódia do Exército até receber autorização para sair da cidade. Numa reação em cadeia, outros municípios foram tomados. Em Pato Branco, já no dia 9 de outubro, foi constituída uma comissão de representantes de todas as facções política denominada Junta Governativa, pela imprensa. Os colonos foram chamados para a cidade, cujos pontos estratégicos foram guarnecidos: as principais vias de acesso, pontes, instituições públicas, estação de rádio, etc.
Este é o início da introdução do livro da professora Iria Zanoni Gomes de 1957, A Revolta dos Posseiros, originalmente apresentado como dissertação de mestrado na Universidade de São Paulo. Trata-se de um estudo sobre a ocupação daquela região, a questão legal da terra, histórico da disputa pelas terras, a intensificação do processo de violência das companhias de terra, jagunços e polícias civil/militar contra os colonos, a resistência e a luta dos trabalhadores.
Em 1961, Jânio Quadros desapropriou as terras em litígio, declarando de utilidade pública as glebas Missões e Chopim e determinando regime de urgência para sua desapropriação. Em 1962, o Grupo Executivo para as Terras do Sudoeste (Getsop) foi criado, pelo decreto nº 51.431 de 19 de março, para solucionar a questão de terras no sudoeste paranaense.

## A origem do conflito pelo título das terras
O início da colonização da região sudoeste do Paraná, divisa com a Argentina tem seu marco inicial na criação do Território Federal do Iguaçu, criado por decreto de 13 de setembro de 1943, e na instalação da Colônia Agrícola General Osório (CANGO), criada pelo Decreto-Lei 12.417/43.
A CANGO facilitou a vinda de migrantes dos estados do Rio Grande do Sul e Santa Catarina, que acorreram à nova região em quantidade muito maior que a capacidade de atendimento da colonizadora. Segundo WACHOVICZ: "Quem vinha para a CANGO recebia de graça, terra, madeira, ferramentas e assistência. Porém, tudo era ilegal, uma vez que essa terra (Gleba Missões) estava sub judice numa disputa entre o Estado do Paraná e a União Federal". Por causa desta uma pendência jurídica, entre a União Federal e o Estado do Paraná o governo federal não tinha meios de outorgar escritura definitiva aos colonos, e assim dava a eles apenas um título provisório. Mais tarde, a CANGO parou de dar qualquer título, pois não tinham validade jurídica alguma.
A disputa pelas terras do sudoeste paranaense agravou-se devido à uma vitória jurídica obtida por José Rupp, em 1945, numa ação iniciada em 1927, contra a empresa Brazil Railway Company, do grupo Percival Farquhar, que não lhe pagara os dormentes fornecidos. Como a Brazil Railway Co. havia sido encampada pelo governo Federal em 1940, o crédito de Rupp passou a ser contra a União Federal. Após inúmeras tentativas de acordo, Rupp aliou-se a Mário Fontana, amigo do Governador Moisés Lupion, e juntos fundaram a Clevelândia Industrial e Territorial Ltda. - CITLA para colonizar o sudoeste do Paraná. Fontana adquiriu todos os direitos de Rupp e, numa operação ilegal, em 1950, a CITLA adquiriu as Glebas Missões e Chopim do Governo Federal, através da Superintendência das Empresas Incorporadas ao Patrimônio da União (SEIPU), por importância considerada ínfima.
A escritura outorgada à CITLA correspondia a 475.200 ha. de terras, que incluíam todo o território da CANGO, com mais de 3 mil colonos já assentados, além de todas as zonas urbanas dos distritos de Francisco Beltrão, Santo Antônio e Capanema.
Políticos da oposição denunciaram a negociata, o que repercutiu na imprensa nacional. O Tribunal de Contas da União impugnou o registro da escritura outorgada pela União Federal à CITLA, alegando várias inconstitucionalidades.
O Conselho de Segurança Nacional, então, enviou um ofício a todos os Cartórios de Registro de Imóveis da região proibindo o registro da escritura da CITLA. Porém o governo estadual criou um novo Cartório de Registro de Títulos e Documentos, em Santo Antônio do Sudoeste, no qual a escritura pôde ser devidamente registrada, antes que o ofício lá chegasse.
Ficou definitivamente decidido que os títulos falsos da Clevelândia Industrial e Territorial Ltda - CITLA foram cancelados, em agosto de 1953, "por carta precatória expedida pelo Juízo de Direito da Segunda Vara da Fazenda Pública do Distrito Federal, a requerimento da União Federal, em 04 de agosto de 1953, foi cancelado "o registro e transcrição dos imóveis MISSÕES e CHOPIN, efetuados em nome de Clevelândia Industrial e Territorial Ltda - CITLA". Superior Tribunal de Justiça, Acórdão, REsp 298368 (2000/0145757-8 - 04/12/2009)

### Decisão do Superior Tribunal de Justiça
A questão da titularidade e posse das terras das glebas Missões e Chopim ainda é objeto de inúmeras e prolongadas ações judiciais. No Recurso Especial julgado pelo Superior Tribunal de Justiça em 10 de novembro de 2009 (sob o n° REsp 298368 (2000/0145757-8 - 04/12/2009) ficou decidido que: 
 5 - Consectariamente, à luz da doutrina legal da posse "se foi a autora (CITLA) possuidora de boa-fé, só o foi nos períodos de 04 de dezembro de 1950 a 18 de janeiro de 1951, aproximadamente mês e meio, e de 14 de maio de 1953 a 04 de agosto daquele mesmo ano, menos de três meses, um total de menos de quatro meses". 6 - É que "a partir dos cancelamentos dos registros é inquestionável a presunção de que o possuidor sabia que possuía indevidamente, dado o princípio da publicidade que rege os Registros Públicos, isto é, uma vez cancelada a escritura, tem-se como público aquele ato jurídico". — Superior Tribunal de Justiça, Acórdão, REsp 298368 (2000/0145757-8 - 04/12/2009) 
Todavia, ainda estão pendentes de análise recursos de Embargos de Divergência opostos pela CITLA.